# ヤーンナーワー区
ヤーンナーワー区（ヤーンナーワーく、タイ語: เขตยานนาวา）は、タイ王国バンコク都の行政区の一つ。
この行政区は、時計回りに、ラートブーラナ区、バーンコーレーム区、サートーン区、トンブリー区、クローントゥーイ区、サムットプラーカーン県のプラプラデーン郡に接しており、チャオプラヤー川に面している。

## 歴史
ヤーンナーワーは、以前Ban TavoyやBan Kok Khwaiと呼ばれていた。
1989年に設立した。